# ブダペスト交通博物館
座標: 北緯47度30分51.13秒 東経19度5分29.99秒 / 北緯47.5142028度 東経19.0916639度

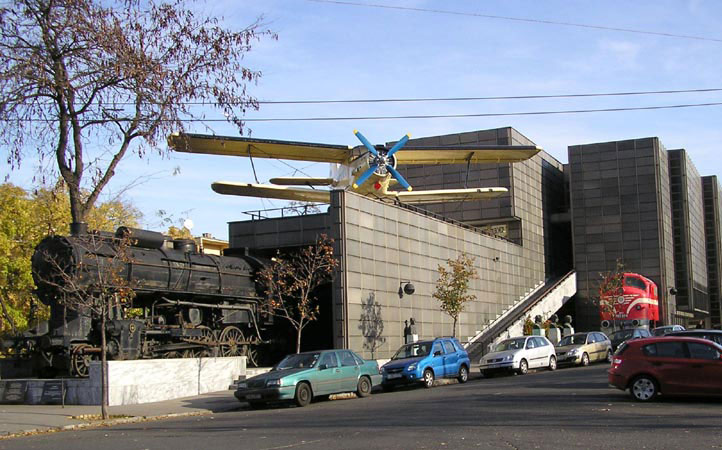
ブダペスト交通博物館

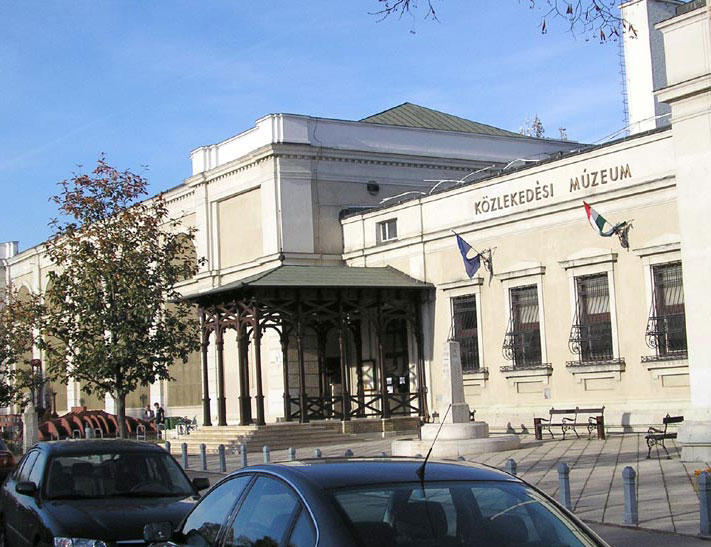
中央入口

ブダペスト交通博物館（ハンガリー語: Közlekedési Múzeum）とは、ハンガリーブダペストにあるヨーロッパ有数の古い交通博物館である。

## 概要
この博物館は汽車やワゴンの1/5スケールの模型だけでなく、1900年代のプラットホーム及び汽車を再現した実物大の模型を見る事が出来、愛好家や鑑定家にとって不可欠なものとなっている。
それ以外にも馬車時代から現在に至るまでの道路交通史が模型と一緒に置かれている他、マジャール人の古代の船の建造方法についての解説及び航海史、ユンカース F.13を始めとする航空史、ファルカシュ・ベルタランに関する宇宙史までもを取り扱っており、エンジン等の動力機関の進展の歴史も展示されている。

## 施設情報
- 所在地:ブダペスト市14区ヴァーロシュリゲット広場11（ヴァーロシュリゲットの南東端）
- 11月1日～3月28日 - 平日は10時～4時、土休日は10時～5時の間開館している。
- 3月29日～10月31日 - 平日は10時～5時、土休日は10時～6時の間開館している。
- 入場料:1600フォリント